# The Buttocks
The Buttocks var en tysk punkgrupp som bildades 1978 i Hamburg. Bandet bestod ursprungligen av Mike Stanger (sång), Stephane Larsson (trummor), Rainer Jarren (gitarr) och Michael Ruhl (basgitarr).
The Buttocks var en av de första tyska punkgrupperna, och deras debutalbum var den första tyska punkskivan med politisk vänsterinriktning på texterna. Texterna sjöngs huvudsakligen på engelska, och gruppen utmärkte sig genom en snabb och aggressiv musikstil. De betraktas därför numera som Tysklands första hardcore-grupp, trots begreppet ännu ej hade börjat användas när gruppen bildades.

## Diskografi
EP
- 1979 – The Buttocks (7" vinyl, Konnekschen, Kon S1)
- 1980 – Vom Derbsten (7" vinyl, Konnekschen, Kon S3)

Studioalbum
- 1985 – Fuckin' In the Buttocks (LP, Weird System, WS012) (begränsad utgåva om 1000 exemplar)
- 1991 – Law and Order (LP, Weird System, WS043)

Livealbum
- 1981 – Live In Der Batschkapp In Frankfurt Im Oktober 1981 (Kassett, Walters Lust Label)

Samlingsalbum
- 1980 – In die Zukunft (LP, Konnekschen, Kon LP 3)
- 1983 – Keine Experimente! (LP, Weird System, WS003)
- 1990 – Paranoia in der Strassenbahn (LP, Weird System, WS037)
- 1991 – Nazis raus! (LP, Weird System, WS045)
- 1998 – Bloodstains across Germany (LP, US Boot-Label)